# أندرو أوسوليفان
أندرو أوسوليفان (بالإنجليزية: Andrew O'Sullivan)‏ هو منافس ألعاب قوى أسترالي، ولد في 1964.